# Modchip

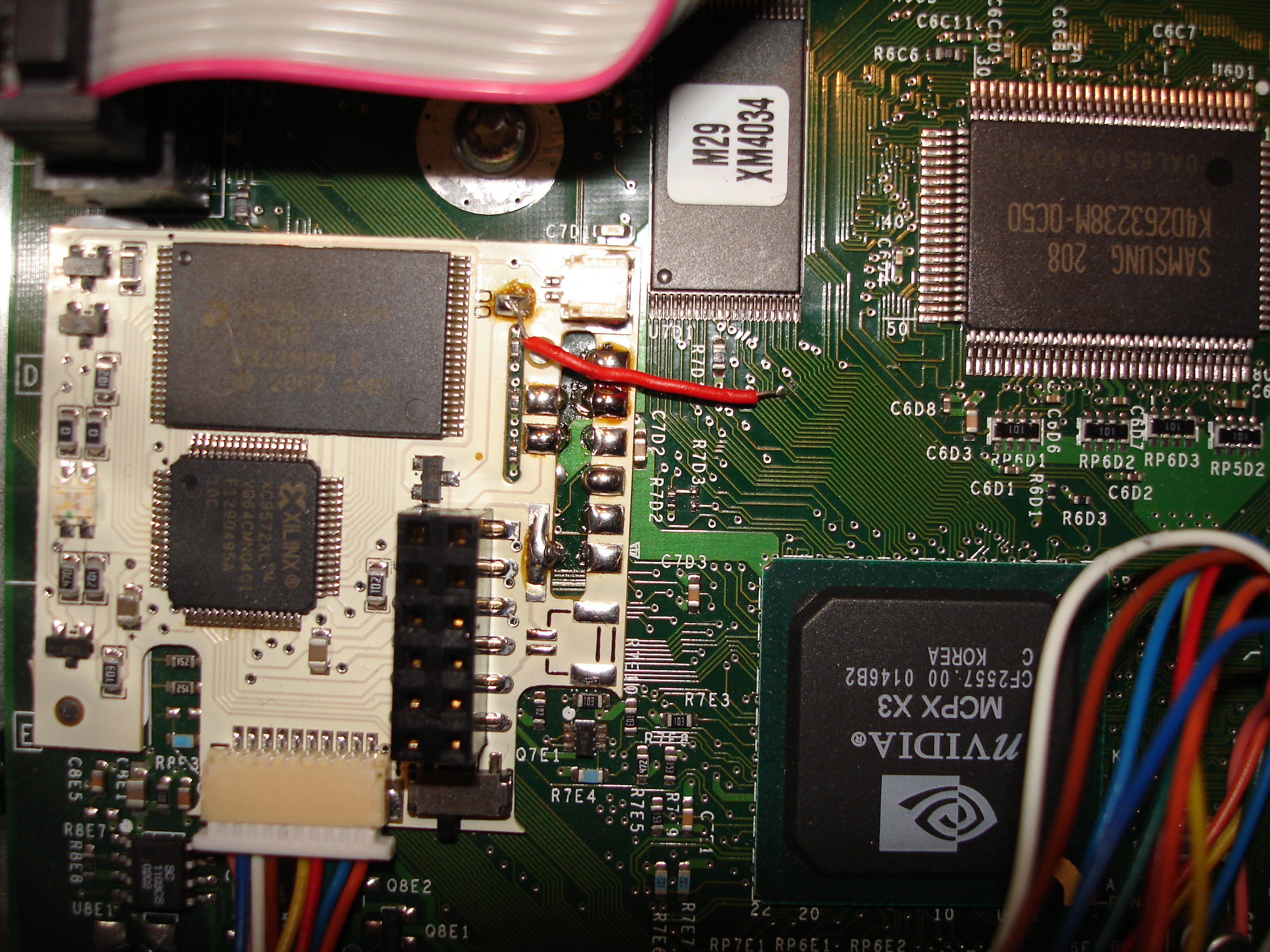
Một modchip- bảng mạch màu trắng - được gắn vào PCB của Xbox

Modchip, viết tắt của modification chip, là một thiết bị điện tử nhỏ dùng để thay đổi hoặc bỏ đi các giới hạn con người tạo ra trên các máy tính hoặc thiết bị giải trí. Modchip chủ yếu được dùng trên các video game console, nhưng cũng có trên các đầu đĩa DVD hoặc blu-ray.
Phần lớn modchip được dùng để mở những bản copy không hợp pháp của phương tiện lưu trữ, do đó sự có mặt của modchip dành cho hệ thống console là một điều khó chịu đối với những nhà sản xuất console. Họ trả đũa bằng cách gỡ bỏ điểm có thể lợi dụng để gắn modchip khỏi những phiên bản phần cứng hoặc phần mềm sau này, thay đổi PCB layout mà modchips được thiết kế cho, hoặc tích cực cố gắng phát hiện ra modchip được gài vào. Các phương pháp này thông thường không ngăn cản được modchips hoạt động, mà chỉ có thể dẫn tới việc điều chỉnh lại quá trình gắn modchips, việc lập trình của nó, hoặc những kẻ chế tạo modchips cố gắng tìm cách làm cho modchip không thể bị phát hiện bởi hệ thống chủ ("stealth").
Với sự ra đời của các dịch vụ online được sử dụng bởi video game consoles, vài nhà sản xuất đã thi hành những gì mà họ có thể làm với EULA của dịch vụ đó để ban các consoles có trang bị modchips không cho sử dụng những dịch vụ trên.